# シーズプロモーション
株式会社シーズプロモーションは、東京都品川区に本社を置く人材派遣会社であり、株式会社エヌジェイホールディングスの100%出資子会社である。

## 沿革
- 2007年3月 - 株式会社ネプロサービス設立。
- 2007年6月 - 一般労働者派遣免許取得。
- 2007年11月 - 有料職業紹介免許取得。
- 2012年7月 - 株式会社シーズプロモーションに商号変更。
- 2015年1月 - 株式会社EPコンサルティングサービスより、IT・バイリンガル人材派遣事業（PANACHEスタッフィング事業）を譲受。